# Tine Van der Vloet
Pour les articles homonymes, voir Van der Vloet.
Tine Van der Vloet, née le 31 janvier 1978 à Zoersel est une femme politique belge flamande, membre de N-VA. 
Elle est orthopédagogue (Anvers, 1999). 

## Carrière politique
- Conseillère communale à Merksplas depuis 2013
- Députée flamande depuis le 25 mai 2014